# Calomyscus urartensis
Calomyscus urartensis är en däggdjursart som beskrevs av Vorontsov och Kartavseva 1979. Calomyscus urartensis ingår i släktet mushamstrar, och familjen hamsterartade gnagare. IUCN kategoriserar arten globalt som livskraftig. Inga underarter finns listade i Catalogue of Life.
Arten når en kroppslängd (huvud och bål) av 78 till 91 mm, en svanslängd av 75 till 93 mm och en vikt av 15 till 39 g. Den har 19 till 22 mm långa bakfötter och 19 till 20 mm långa öron. Pälsen är gulbrun på ovansidan och ljusgul på undersidan. Andra arter av samma släkte är endast vit på undersidan. Även svansen är mörk på ovansidan och ljus på undersidan. En tofs av längre hår på svansens spets är ofta vit.
Denna gnagare förekommer i nordöstra Iran och angränsande områden av Azerbajdzjan. Habitatet utgörs av bergsstäpper, buskskogar och andra regioner med sparsamt växtlighet.
Individerna lever ensam eller i små flockar. De är under årets heta månader nattaktiva och kan under andra årstider vara aktiva på dagen. Calomyscus urartensis äter främst frön, blad, gräs och kvistar. Mellan mars och juni föder honor en kull med 3 till 5 ungar. Arten skiljer sig från Calomyscus mystax i detaljer av skallens och tändernas konstruktion. Ungarna är vid födelsen nakna och blinda. De öppnar sina ögon efter 12 till 20 dagar och får grå päls efter ungefär två veckor. Efter cirka 6 till 8 månader är de full utvecklade.